# Clube Philantrópico
Clube Philantrópico, juntamente com o denominado Clube Abolicionista, foi um das duas organizações de Itatiba dedicadas a libertação dos escravos. Seu lider foi o Padre Francisco de Paula Lima.